# Pa' la calle (mixtape)
Pa' La Calle (Pasado, Presente y Futuro) es un mixtape presentado por el dúo puertorriqueño Zion & Lennox. Estos mixtapes cuentan con las colaboraciones de Alexis & Fido, Arcángel, De la Ghetto, entre otros invitados. 
Pa' la calle tuvo una distribución gratuita de 150 000 copias por Puerto Rico, siendo una antesala para su próximo álbum de estudio del dúo, originalmente titulado Pasado, Presente y Futuro, con canciones restantes. Los planes fueron descartados una vez fueron firmados por Pina Records en abril de 2010 e iniciando las grabaciones para nuevo material.
La primera publicación cuenta con 16 canciones, destacando las versiones del sencillo «Amor Genuino» con dos instrumentales y una versión en acapella. La segunda edición publicada a finales de año, contiene más de 20 canciones con distintas remezclas de canciones solistas y otras colaboraciones. Incluye una introducción de once minutos con la participación de Daddy Yankee, Franco El Gorila y Plan B.

## Promoción
Del mixtape se destacan las canciones «Calor», «De Inmediato» y «Amor Genuino», que fueron algunos de los temas que tuvieron rotación en algunas radios latinoamericanas, programas musicales y listas musicales. «Amor Genuino» ganó posiciones dentro de la lista Latin Rhythm Airplay de Billboard, siendo incluido posteriormente en su álbum de estudio Los Verdaderos, publicado en noviembre de 2010 bajo Pina Records. Una versión editada del videoclip fue publicada para promocionar el álbum, colaborando más con el productor Eliel en el resto del álbum. En el caso de «Calor», también fue promocionado para el mixtape de Cheka, Double Trouble, en 2010.

## Lista de canciones

### Pa' la Calle Mixtape (2009)
| N.º      | Título                                  | Productor(es)                 | Duración |  |
| 1.       | «Boom Boom (Remix)» (con Alexis & Fido) | Mambo Kingz · Doble A & Nales | 3:42     |  |
| 2.       | «De inmediato»                          | Walde                         | 3:54     |  |
| 3.       | «Vamos en serio» (con Yaga & Mackie)    | Yampi                         | 5:05     |  |
| 4.       | «Fantasma (Remix)»                      | Walde                         | 3:46     |  |
| 5.       | «Zun da da (Remix)»                     | Walde                         | 4:28     |  |
| 6.       | «Te vas (Remix)»                        | Walde                         | 4:45     |  |
| 7.       | «Amor genuino»                          | Eliel                         | 4:04     |  |
| 8.       | «Amor genuino» (Instrumental 1)         | Eliel                         | 4:08     |  |
| 9.       | «Amor genuino» (A cappella)             | Eliel                         | 2:58     |  |
| 10.      | «Amor genuino» (Instrumental 2)         | Eliel                         | 4:09     |  |
| 11.      | «Pide más»                              | Yazid & Gaby                  | 3:54     |  |
| 12.      | «Hagamos el amor (Parte 2)»             | Yazid & Gaby                  | 3:12     |  |
| 13.      | «Me atrae»                              | Yazid & Gaby                  | 3:38     |  |
| 14.      | «Fuiste tú»                             | Doble A & Nales               | 3:49     |  |
| 15.      | «Soca»                                  | DJ Blass                      | 4:19     |  |
| 16.      | «Hay que gozar»                         | Walde                         | 3:31     |  |
| 01:03:22 |                                         |                               |          |  |

### Pasado, Presente y Futuro (2009)
| N.º      | Título | Productor(es)                 | Duración |  |
| 1.       | «Yo tengo una gata (Intro)» (con De la Ghetto, Arcángel, Daddy Yankee, Alexis, Angel Doze, Yomo, Yaviah, Plan B, Franco “El Gorila”, Jadiel) | Los Metálicos                 | 11:03    |  |
| 2.       | «Boom Boom» | Mambo Kingz                   | 3:54     |  |
| 3.       | «Amor genuino» | Eliel                         | 4:04     |  |
| 4.       | «Sentir» (con Guelo Star) | Walde · Yai & Toly            | 3:23     |  |
| 5.       | «Se lo voy a dar (Pide más)» | Los Metálicos                 | 3:54     |  |
| 6.       | «Daña Party» | Los Metálicos                 | 4:18     |  |
| 7.       | «Colora» (con J-King & Maximan) | Yai & Toly                    | 3:58     |  |
| 8.       | «Vamos en serio» (con Yaga & Mackie) | Yampi                         | 5:05     |  |
| 9.       | «Mi amor (Soca)» | DJ Blass                      | 4:18     |  |
| 10.      | «Fuiste tú» | Doble A & Nales               | 3:48     |  |
| 11.      | «Ahora es que es» | Los Metálicos                 | 3:20     |  |
| 12.      | «Ella me motiva» (con Arcángel) | Los Metálicos                 | 4:27     |  |
| 13.      | «De inmediato» | Walde                         | 3:54     |  |
| 14.      | «Calor» (con Cheka) | Fade                          | 4:15     |  |
| 15.      | «Me atrae» | Los Metálicos                 | 3:36     |  |
| 16.      | «Dime Baby» (con Fussion Mobb) | Mambo Kingz · NelFlow         | 4:07     |  |
| 17.      | «Hay que gozar» | Walde                         | 3:31     |  |
| 18.      | «Tiemblo (Remix)» (con Baby Rasta & Gringo)                                                                                                  | Jumbo · DJ Eric               | 3:21     |  |
| 19.      | «Fantasma (Remix)» | Walde                         | 3:46     |  |
| 20.      | «Amor genuino (Remix)» (con De la Ghetto) | Eliel · DJ Blass · Live Music | 4:26     |  |
| 21.      | «Seré yo (Remix)» | Walde                         | 3:58     |  |
| 22.      | «Zun da da (Remix)» | Walde                         | 4:28     |  |
| 23.      | «Boom Boom (Remix)» (con Alexis & Fido) | Mambo Kingz · Doble A & Nales | 3:42     |  |
| 24.      | «Te hago el amor (Parte 2)» | Los Metálicos                 | 3:12     |  |
| 25.      | «Te vas (Remix)» | Walde                         | 4:45     |  |
| 01:46:33 | |                               |          |  |

Notas
- «Zun da da» fue originalmente producido por DJ Memo.
- «Te vas» fue originalmente producido por Tainy.

## Posición en listas
| Lista musical                  | Sencillo       | Peak |
| ------------------------------ | -------------- | ---- |
| Billboard Tropical Songs       | «Amor Genuino» | 29   |
| Billboard Latin Rhythm Airplay | «Amor Genuino» | 12   |